# Keyser
Keyser és una població dels Estats Units a l'estat de Virgínia de l'Oest. Segons el cens del 2000 tenia 5.303 habitants.

## Demografia
Segons el cens del 2000, Keyser tenia 5.303 habitants, 2.241 habitatges, i 1.333 famílies. La densitat de població era de 1.077,6 habitants per km².
Dels 2.241 habitatges en un 24,8% hi vivien nens de menys de 18 anys, en un 42,3% hi vivien parelles casades, en un 13,3% dones solteres, i en un 40,5% no eren unitats familiars. En el 36,4% dels habitatges hi vivien persones soles el 18,6% de les quals corresponia a persones de 65 anys o més que vivien soles. El nombre mitjà de persones vivint en cada habitatge era de 2,19 i el nombre mitjà de persones que vivien en cada família era de 2,85.
Per edats la població es repartia de la següent manera: un 20% tenia menys de 18 anys, un 13,5% entre 18 i 24, un 23,5% entre 25 i 44, un 22% de 45 a 60 i un 21% 65 anys o més.
L'edat mediana era de 40 anys. Per cada 100 dones de 18 o més anys hi havia 85,2 homes.
La renda mediana per habitatge era de 23.718 $ i la renda mediana per família de 32.708 $. Els homes tenien una renda mediana de 29.034 $ mentre que les dones 20.818 $. La renda per capita de la població era de 13.813 $. Entorn del 16,3% de les famílies i el 18,9% de la població estaven per davall del llindar de pobresa.

## Poblacions més properes
El següent diagrama mostra les poblacions més properes.